# جيمس وليامز (سياسي)
جيمس وليامز (بالإنجليزية: James Williams)‏ هو سياسي أمريكي، ولد في 21 مايو 1822 في مقاطعة برينس جورج في الولايات المتحدة، وتوفي في 1 نوفمبر 1892 في ميكانيكسبورغ في الولايات المتحدة. حزبياً، نشط في الحزب الجمهوري. وقد انتخب عضو مجلس نواب أوهايو (1852 – 1853).